# Museo delle Culture (Lugano)

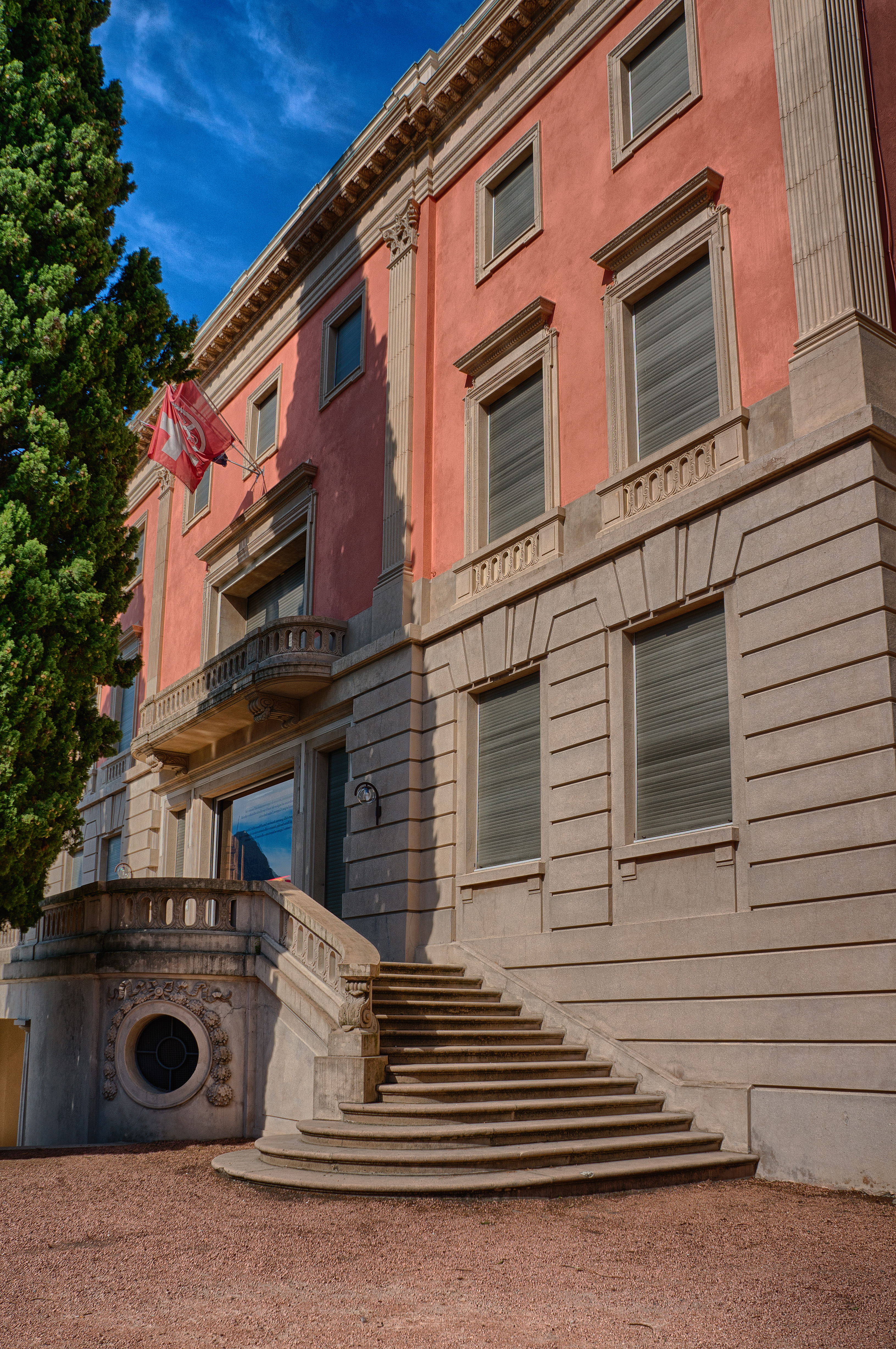
Villa Heleneum, der ehemalige Standort

Das musec – Museo delle Culture (bis 2006: Museo delle culture extraeuropee) ist ein Schweizer Museum für aussereuropäische Kulturen in Lugano. Die Eröffnung erfolgte am 23. September 1989. Es wird von Francesco Paolo Campione geleitet und befindet sich seit 2019 in der Villa Malpensata.

## Geschichte
Das Museum wurde am 23. September 1989 unter dem Namen Museum Aussereuropäischer Kulturen gegründet, 2007 in Museum der Kulturen und 2017 in MUSEC umbenannt. Es ist Teil des kulturellen Zentrums der Stadt Lugano und der Hauptsitz ist die zentrale Villa Malpensata. Der Zugang zum Museum ist sowohl von der Via Mazzini als auch von der Riva Caccia aus möglich.
Das Museum wurde begründet, um die meisten der von Serge Birignoni gesammelten ethnischen Kunstwerke zu erhalten, die insbesondere aus dem Fernen Osten, Indien, Südostasien, Indonesien und Ozeanien stammen. Im Laufe der Jahre hat MUSEC seine Sammlungen dank zahlreicher Schenkungen und Dauerleihgaben erweitert.

### Gebäude
Seit seiner Öffnung für die Öffentlichkeit und bis 2016 war das Heleneum der Sitz des MUSEC. Das Heleneum ist eine Villa am Ufer des Luganersees, die zwischen 1930 und 1934 nach dem Architekturmodell des «Petit Trianon» in Versailles von Hélène Bieber erbaut wurde.
Die 2014 geplante Restaurierung, mit der MUSEC einen grösseren und zentraleren Standort erhalten sollte, umfasste neben dem Hauptgebäude auch die beiden nördlich angrenzenden Gebäude, die für Büros und das Forschungs- und Dokumentationszentrum vorgesehen sind, sowie den terrassenförmig angelegten Garten im Süden, der so umgestaltet wurde, dass er die Aussenbereiche der MUSEC und die erhöhte Terrasse, die zum neuen Haupteingang führt, aufnimmt. Alle Räume sind nach internationalen klimatischen und museumstechnischen Standards neu geordnet und mit den besten Sicherheitsbedingungen ausgestattet.
2017 zog MUSEC in die Villa Malpensata um. Die Villa wurde von der Familie Caccia Mitte des achtzehnten Jahrhunderts in dem Stil erbaut, der damals die monumentale und landschaftliche Neugestaltung der Ufer der grossen Alpenseen prägte.

## Sammlungen

### Die Brignoni-Sammlung
Basis für das Museum war das Vermächtnis des Schweizer Künstlers und Sammlers Serge Brignoni (1903–2002), der zwischen 1930 und Mitte der 1980er Jahre ethnische Kunstwerke sammelte und schliesslich beschloss, sie der Stadt Lugano zu schenken. Die Sammlung zeugt damit vor allem von der Verbindung zwischen den Kreativitätsformen der «Südsee»-Kulturen und dem Gegenstand, den die künstlerischen Avantgarden des 20. Jahrhunderts in ihren Kreisen diskutierten und in ihren Werken zu schaffen versuchten.
Brignoni sammelte Stücke von hoher handwerklicher Qualität. Die Gattungen und geographischen Ursprünge entsprechen weitgehend dem Üblichen der europäischen, australischen und nordamerikanischen Sammlungen in der Mitte des zwanzigsten Jahrhunderts. Deutlich wird eine Vorliebe für skulpturale Werke, die sich durch expressionistische Gestaltung und durch einen besonderen Reichtum an Zeichnung und Bilddekoration auszeichnen.

### Andere Sammlungen
Nach der Eröffnung des Museums und insbesondere seit seiner Wiedereröffnung im Jahr 2005 beherbergt das MUSEC viele weitere Sammlungen. Dazu gehören unter Anderen:
Ceschin-Pilone-Fagioli-Sammlungmit über 5.000 handkolorierte Albumin-Fotografien, aufgenommen in Japan von Mitte des 19. bis Anfang des 20. Jahrhunderts.
Pilone-Sammlungmit über 400 Werken oder Werkgruppen des chinesischen Theaters, darunter gemalte Masken und Gesichter, Kopfbedeckungen, Schmink- und Kostümzubehör, Fächer, Musikinstrumente und ganze Bühnenbilder.
Nodari-Sammlungmit tausend Kunstwerken, zwei grossen Flussschiffen, fast 6000 Bildern, 71 Dokumentarfilmen und über 60 Stunden Tonbandaufnahmen, die Alfredo und Emma Nodari während ihrer Reisen nach Afrika (insbesondere in den Kongo) in den 1950er und 1960er Jahren gesammelt haben.
Everlé-SammlungClaude Everlé (1935–2015) bereiste von 1962 bis 1984 die Sahelzone, Westafrika und Zentralafrika und sammelte afrikanische Kunst. Ausgestellt sind etwa dreissig farbenfrohe und hyperexpressionistische Theater-Masken und Marionetten aus Mali, die in ausgelassenen Aufführungen die Arten und Situationen der menschlichen Komödie inszenieren, mit einer ausgeprägten Ader von Ironie und Gesellschaftskritik.

## Ausstellungen
MUSEC bewahrt und erweitert Kunstsammlungen aus dem Fernen Osten, Indien, Südostasien und Ozeanien. Das Museum, ein wichtiges Forschungszentrum für die Anthropologie der Kunst, bietet dem Publikum gleichzeitig mindestens drei Ausstellungen an, die in der Lage sind, den Reichtum und die Gesamtaussage seines Kulturprojekts zu vermitteln.
Der Spazio Tesoro, der sich am Eingang des Museums befindet und frei zugänglich ist, begleitet den Besucher auf einem periodisch erneuerten Rundgang mit Werken aus der Sammlung Brignoni und den anderen Hauptsammlungen des Museums.
Der Spazio Maraini präsentiert die Ausstellungen des «Esovisioni»-Zyklus, der der Reisefotografie und dem Thema der Exotik im Werk grosser Fotografen gewidmet ist.
Der Spazio Cielo ist ganz der Durchführung der Ausstellungen des Projekts «Cameredarte» gewidmet, die den Neuerwerbungen, den Sammlern, die mit MUSEC zusammenarbeiten, und den zeitgenössischen Künstlern, die sich im Laufe der Jahre den Aktivitäten des Museums genähert haben, gewidmet sind.
Im Spazio mostre, der sich über zwei Etagen des Museums erstreckt, werden zyklisch wechselnde Themen museal aufbereitet.

## Aktivitäten, Einrichtungen und Dienstleistungen
Die Aktivitäten von MUSEC basieren auf der wissenschaftlichen Forschung, die von seinen Mitarbeitern und anderen Mitarbeitern in Verbindung mit Museen, Universitäten und kulturellen Einrichtungen auf der ganzen Welt durchgeführt wird. Aus diesem Grund ist das Museum auch Schauplatz von Seminaren und Fortbildungsaktivitäten: Universitätsvorlesungen, Auffrischungskurse und Workshops zu Anthropologie und Museographie. Die Lagerräume von MUSEC können nach Vereinbarung besichtigt werden und beherbergen ein konservatorisches und technisches Museumslabor, das für die Bedürfnisse des Museums und für die fachliche Beratung Dritter ausgestattet ist.
Das Bildungsangebot wird von Fachpersonal durchgeführt und umfasst Workshops für Kinder, Führungen, Konferenzbesuche und andere Formen der Verbreitung, die auch auf die Bedürfnisse der Nutzer zugeschnitten werden können.
Nach Vereinbarung bietet MUSEC den Besuchern auch eine Führung durch die Villa an. Das Museum stellt seine architektonischen Räume auch für Treffen, besondere Veranstaltungen und als Kulisse für Foto- und Filmaufnahmen zur Verfügung.ming.

## Fussnoten
1. ↑  Details zum Namenswechsel, der am 10. Januar 2007 beschlossen wurde (Website des Museo delle Culture)
2. ↑  Einzelheiten

Koordinaten: 45° 59′ 46,9″ N, 8° 56′ 48,2″ O; CH1903: 716838 / 94988